# El Peirer
el Peirer, també escrit Pairer o Pairé, és una gran casa pairal ubicada a la falda de la muntanya de Bestracà a l'oest del terme municipal de Camprodon (Ripollès).

## Arquitectura
És de planta rectangular i ampli teulat a dues aigües amb els vessants vers les façanes laterals. L'actual fàbrica correspon a les obres portades a terme durant el segle xviii i part de la centúria següent. Disposa de baixos per a guardar el bestiar amb sis grans arcades de mig punt, planta noble amb escala exterior de pedra i els interiors estructurats a partir del menjador o sala de convits i golfes.
Davant l'era de batre al costat de llevant del casal, hi ha una cabana bastida amb carreus poc treballats, llevat dels cantoners. Tal com consta a la llinda, la va manar fer Martí Pujulà l'any 1775. Disposa de baixos, amb una àmplia arcada de mig punt, i pis superior amb accés interior. El teulat és a dues aigües i les teules estan col·locades a salt de garsa.
A la llinda de la façana principal de la masia hi ha la inscripció següent:
COSMA PUJOLAR

Y PAYRER ANY

D 28 A ? 17 3
I a la llinda de la cabana:
MARTI PUJULA

A FETA SE: SOB:

ANY 1775

## Història
El Pairer és una pagesia d'origen molt antic. Consta documentalment que en el decurs de l'any 1175, durant el regnat del rei franc Lluís el jove, l'abat Bernat del monestir de Sant Pere de Camprodon fa donació a Pere Pujolar d'unes terres situades al Bestracanell: "donació atorgada per Bernat, abat de Camprodon, salvat el dret del monestir i rebent el donant dotze diners". El Pairer va disposar d'una grandiosa biblioteca, així com d'una capella particular, ambdues destruïdes l'any 1936.